# スノー・ヒル島
スノー・ヒル島(Snow Hill Island)は、ほぼ完全に雪に覆われた、長さ33km、幅12kmの島である。南極半島の東岸に位置する。アドミラリティ湾により、北東部でジェイムズ・ロス島と分離されている。南極大陸で南アメリカ大陸に最も近いグレアムランドと呼ばれる半島の周りにあるいくつかの島の1つある。

## 歴史
この島は、1843年1月6日にジェイムズ・クラーク・ロス率いるイギリスの探検隊により発見され、大陸と繋がっているかどうかは分からなかったものの、裸地の見える近隣のシーモア島と比べて雪に覆われた部分が目立っていたことから、スノー・ヒル島と名付けられた。この地が島であることは、オットー・ノルデンショルドに率いられた1902年のスウェーデンの探検隊が確認し、近隣の島やノルデンショルド湾を探検する際の基地を置いた。彼らの基地は、南極条約の下で保護されている。

## 重要野鳥生息地
湾に隣接する263haの海氷からなる島の南西端には、約4000つがいのコウテイペンギンのコロニーがあるため、バードライフ・インターナショナルにより重要野鳥生息地に指定されている。南極半島付近の島には、このようなコロニーが2か所ある。もう1か所はディオン諸島である。